# Technologie financière en Côte d'ivoire
 (juillet 2023).
La technologie financière (fintech) en Côte d'Ivoire représente l'émergence et la croissance des technologies financières au sein d'un pays. Ce secteur en plein essor allie les innovations technologiques et les services financiers pour proposer des solutions plus rapides, plus efficaces et plus accessibles aux entreprises et aux individus.

## Histoire et évolution
La Fintech en Côte d'Ivoire a connu une croissance significative au cours des dernières années. Avec l'adoption croissante des technologies de l'information et de la communication, ainsi que l'essor de la pénétration des téléphones mobiles, le pays a été témoin d'une expansion rapide des services financiers numériques.
L'évolution du secteur a été soutenue par des facteurs tels que la volonté du gouvernement ivoirien de promouvoir l'inclusion financière, l'augmentation de la confiance des consommateurs dans les services en ligne et la demande croissante de solutions financières pratiques et accessibles. Le gouvernement ivoirien a mis en place la Stratégie nationale de l'inclusion financière (SNIF) pour la période 2019 à 2024.

## Principaux acteurs
Plusieurs acteurs clés ont émergé dans le paysage de la Fintech en Côte d'Ivoire. Ces entreprises et start-ups se sont spécialisées dans différents domaines tels que les paiements mobiles, les transferts d'argent, les prêts en ligne, la gestion financière, la gestion de patrimoine, l'assurance et bien d'autres.
Parmi les acteurs beaucoup ont apporté des innovations significatives et ont contribué à l'évolution du paysage financier ivoirien.

## Impact et avantages
La Fintech en Côte d'Ivoire a eu un impact significatif sur l'économie et la société. Elle a permis d'accroître l'inclusion financière en offrant des services accessibles aux populations non bancarisées et en facilitant les transactions financières. Les services financiers numériques ont également contribué à stimuler l'entrepreneuriat et l'activité économique en permettant aux petites et moyennes entreprises d'accéder plus facilement au financement.
De plus, la Fintech a favorisé l'innovation et la concurrence sur le marché financier, incitant les acteurs traditionnels à s'adapter et à proposer des solutions plus efficaces et adaptées aux besoins des consommateurs.

## Défis et réglementation
Malgré les nombreux avantages offerts par la Fintech en Côte d'Ivoire, le secteur fait également face à certains défis. Parmi ces défis figurent la sécurité des transactions en ligne, la protection des données personnelles, la réglementation et la supervision du secteur pour assurer la confiance des utilisateurs et la stabilité financière.
Le gouvernement ivoirien, conscient de l'importance de la Fintech, travaille sur des réglementations appropriées pour encadrer et promouvoir le développement du secteur tout en protégeant les intérêts des utilisateurs.
Les acteurs de la finance digitale, conscients des défis entourant leurs activités ont créé en 2021 une association pour les fintechs appelé Côte d'Ivoire Fintech Association présidé par Paul-Harry Aithnard.

## Perspectives futures
La Côte d'Ivoire est en passe de devenir un hub de la fintech en Afrique subsaharienne.